# Versailleux
Versailleux és un municipi francès situat al departament de l'Ain i a la regió d'Alvèrnia-Roine-Alps. L'any 2007 tenia 328 habitants.

## Demografia

### Població
El 2007 la població de fet de Versailleux era de 328 persones. Hi havia 116 famílies de les quals 20 eren unipersonals (20 homes vivint sols), 48 parelles sense fills, 40 parelles amb fills i 8 famílies monoparentals amb fills.
La població ha evolucionat segons el següent gràfic:
Habitants censats

### Habitatges
El 2007 hi havia 141 habitatges, 122 eren l'habitatge principal de la família, 13 eren segones residències i 6 estaven desocupats. 137 eren cases i 3 eren apartaments. Dels 122 habitatges principals, 108 estaven ocupats pels seus propietaris, 13 estaven llogats i ocupats pels llogaters i 1 estava cedit a títol gratuït; 3 tenien dues cambres, 8 en tenien tres, 32 en tenien quatre i 79 en tenien cinc o més. 100 habitatges disposaven pel capbaix d'una plaça de pàrquing. A 36 habitatges hi havia un automòbil i a 81 n'hi havia dos o més.

### Piràmide de població
La piràmide de població per edats i sexe el 2009 era:
| Homes | Edats   | Dones |
| ----- | ------- | ----- |
| 0     | 95 o +  | 0     |
| 4     | 90 a 94 | 4     |
| 8     | 85 a 89 | 8     |
| 0     | 80 a 84 | 0     |
| 4     | 75 a 79 | 0     |
| 0     | 70 a 74 | 4     |
| 8     | 65 a 69 | 8     |
| 4     | 60 a 64 | 4     |
| 12    | 55 a 59 | 12    |
| 8     | 50 a 54 | 8     |
| 8     | 45 a 49 | 8     |
| 0     | 40 a 44 | 4     |
| 16    | 35 a 39 | 8     |
| 16    | 30 a 34 | 20    |
| 4     | 25 a 29 | 8     |
| 8     | 20 a 24 | 0     |
| 0     | 15 a 19 | 4     |
| 12    | 10 a 14 | 8     |
| 4     | 5 a 9   | 12    |
| 12    | 0 a 4   | 16    |

## Economia
El 2007 la població en edat de treballar era de 201 persones, 153 eren actives i 48 eren inactives. De les 153 persones actives 140 estaven ocupades (77 homes i 63 dones) i 13 estaven aturades (3 homes i 10 dones). De les 48 persones inactives 22 estaven jubilades, 18 estaven estudiant i 8 estaven classificades com a «altres inactius».

### Ingressos
El 2009 a Versailleux hi havia 121 unitats fiscals que integraven 333 persones, la mediana anual d'ingressos fiscals per persona era de 20.172,5 €.

### Activitats econòmiques
Dels 20 establiments que hi havia el 2007, 1 era d'una empresa alimentària, 1 d'una empresa de fabricació d'altres productes industrials, 2 d'empreses de construcció, 4 d'empreses de comerç i reparació d'automòbils, 1 d'una empresa de transport, 2 d'empreses d'hostatgeria i restauració, 1 d'una empresa d'informació i comunicació, 1 d'una empresa financera, 2 d'empreses immobiliàries, 3 d'empreses de serveis i 2 d'entitats de l'administració pública.
Dels 5 establiments de servei als particulars que hi havia el 2009, 2 eren fusteries, 1 perruqueria i 2 restaurants.
L'únic establiment comercial que hi havia el 2009 era una fleca.
L'any 2000 a Versailleux hi havia 18 explotacions agrícoles que ocupaven un total de 814 hectàrees.

## Equipaments sanitaris i escolars
El 2009 hi havia una escola elemental.

## Poblacions més properes
El següent diagrama mostra les poblacions més properes.